# Cung điện Lazarraga
Cung điện Lazarraga (Tiếng Tây Ban Nha: Palacio Lazarraga) là một cung điện nằm ở Zalduendo de Álava, Tây Ban Nha. Nó được công nhận là Bien de Interés Cultural năm 1984.

## Hình ảnh

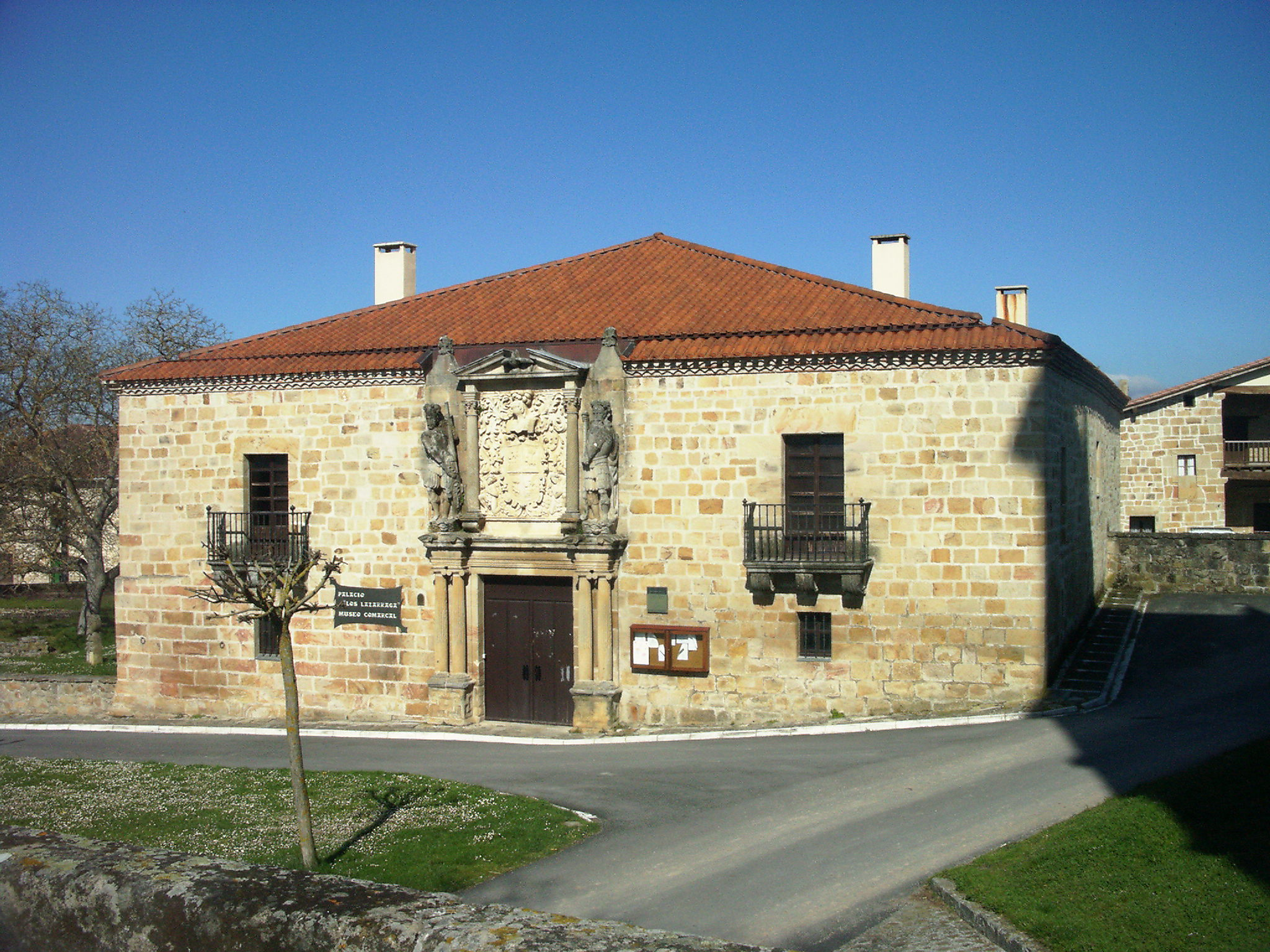
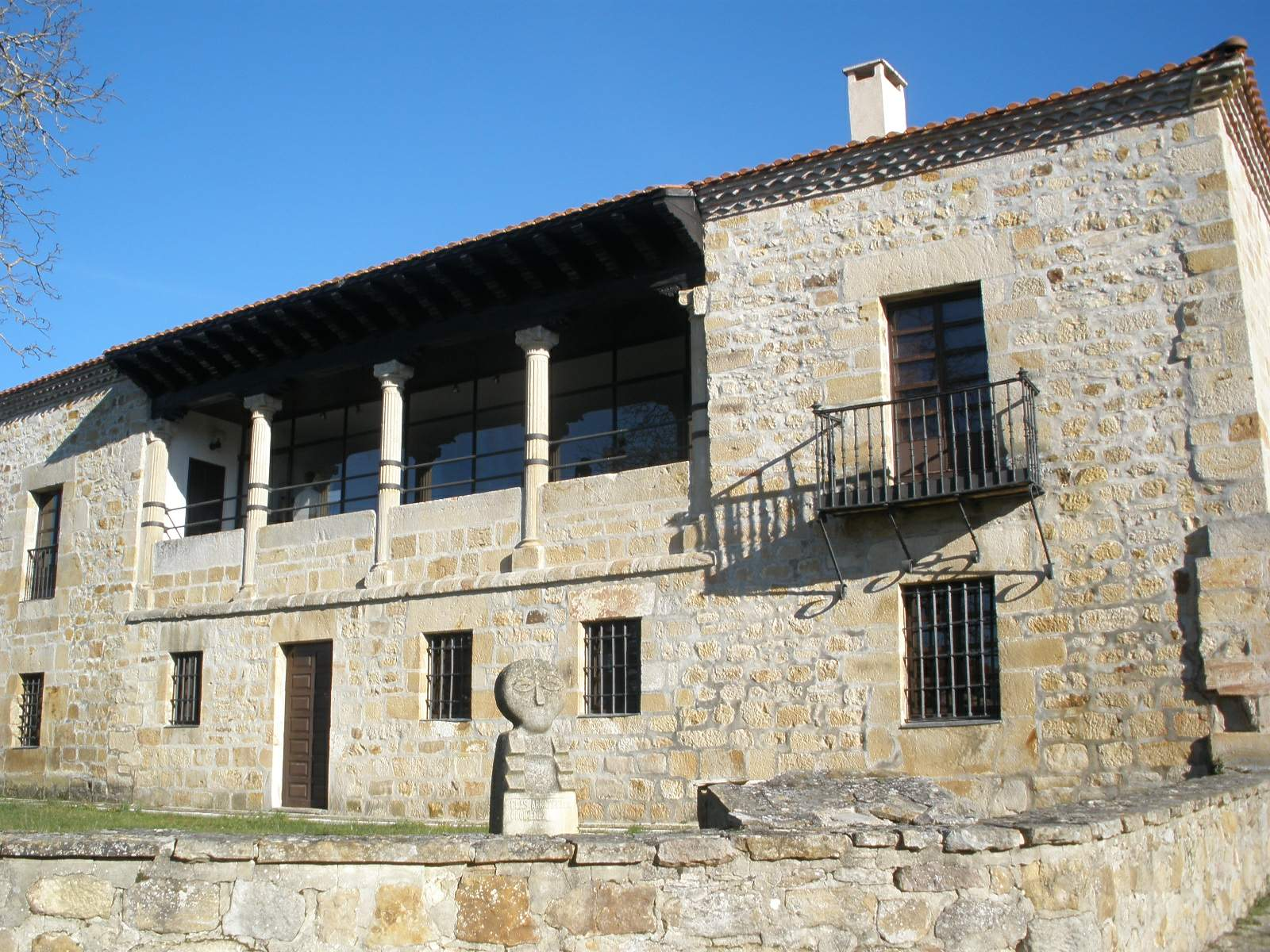
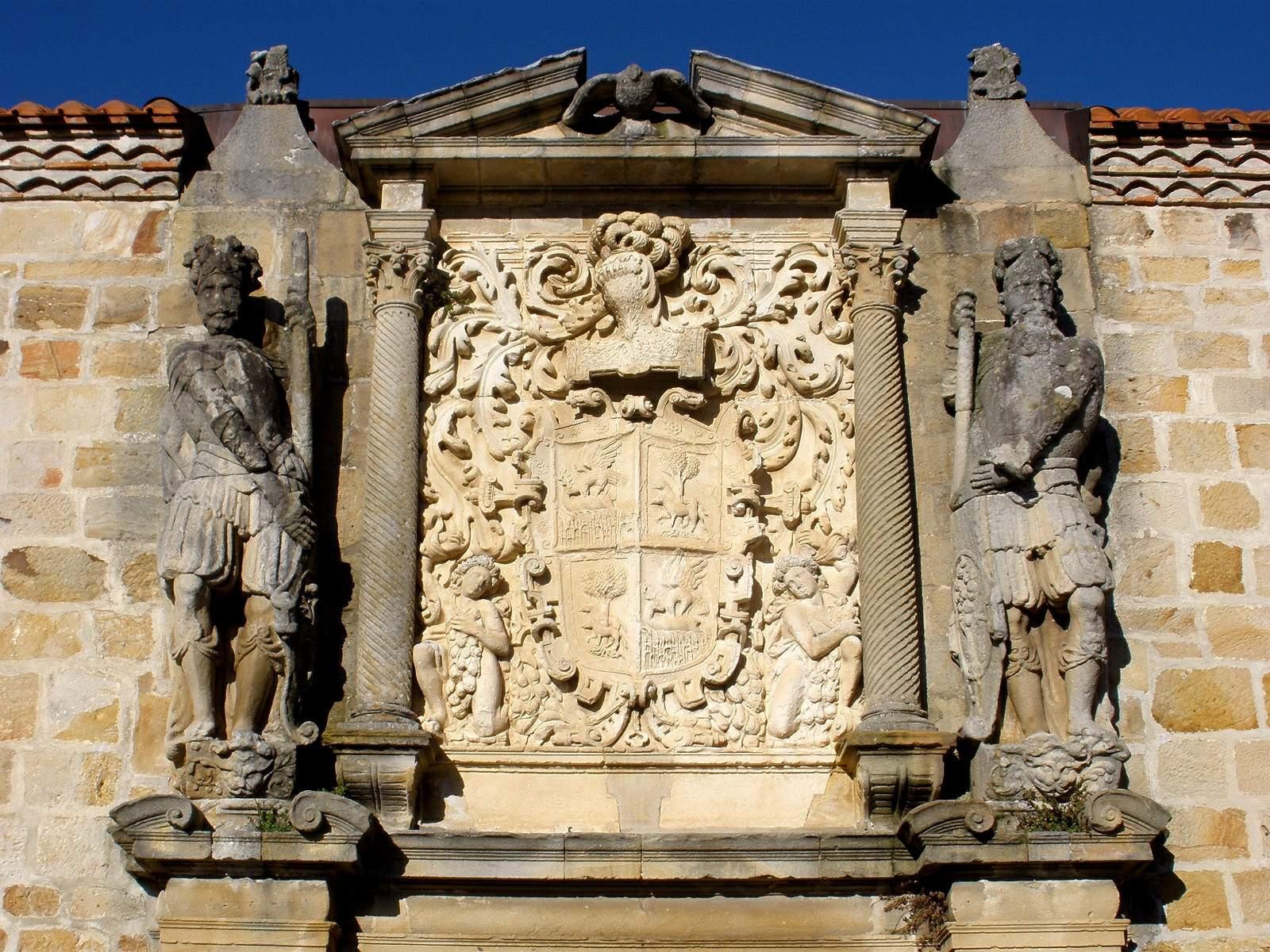